# Латексная салфетка
Латексные салфетки — специальные гигиенические прокладки, сделанные из тонкого латекса, некоторые из них — ароматизированные. Латексные салфетки используют для барьерной защиты от ВИЧ и венерических болезней при оральных ласках влагалища или ануса. Во время куннилингуса или анилингуса латексную салфетку необходимо приложить к вагине или к анусу и придерживать её так, чтобы она всегда была напротив рта. При правильном использовании прокладки уменьшается риск попадания микрофлоры слизистой оболочки влагалища или прямой кишки в полость рта, и наоборот. В качестве альтернативы используют также разрезанный латексный презерватив или пищевую плёнку.

## Производители
- Glyde
- Pasante